# Stephanie Farrow
Pour les articles homonymes, voir Farrow.
Stephanie Margarita Farrow, née le 3 juin 1949 à Los Angeles (États-Unis), est une actrice américaine.

## Biographie

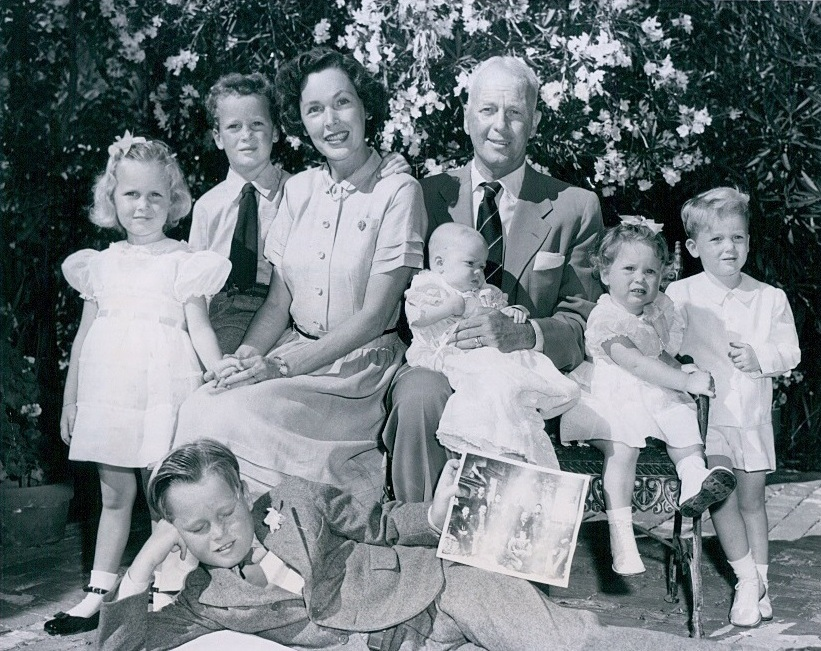
La famille Farrow en 1950. Stephanie Farrow est le bébé dans les bras de son père.

Stephanie Farrow est fille du réalisateur John Farrow et de l'actrice Maureen O'Sullivan.
Elle commence très jeune à travailler aussi bien comme modèle que comme actrice. Elle apparait dans diverses publicités à la télévision et travaille comme actrice de soutien pendant la décennie 1980 dans Surexposé  (1983, Exposed) de James Toback et dans deux films de Woody Allen, Zelig (1983) et La Rose pourpre du Caire (1985, The Purple Rose of Cairo) dans lesquels elle a joué la sœur de sa sœur aînée Mia Farrow.

### Liens familiaux
Stephanie Farrow est sœur de l'actrice Mia Farrow. Ses autres frères et sœurs sont John Charles, Tisa, Prudence (en), Patrick (en) et Michael.
Elle est l'ex-belle-sœur d'André Previn, Frank Sinatra et Ava Roosevelt et est la tante de Moses Farrow (en), Soon-Yi Previn, Daisy Previn, Fletcher Previn et Ronan Farrow.

## Filmographie partielle

### Au cinéma
- 1983 : Zelig : Meryl Fletcher
- 1983 : Surexposé (Exposed) : Waitress
- 1985 : La Rose pourpre du Caire (The Purple Rose of Cairo) : Cecilia's Sister